# Sonic Healthcare
Sonic Healthcare — австралийская компания в сфере здравоохранения. Управляет сетями лабораторий и медицинских центров в Австралии, Европе и США.

## История
Компания была основана в 1948 году под названием Gunnersen Nosworthy. Большую часть своей истории была небольшой горнодобывающей компанией. В 1987 году в поисках более успешного вида деятельности купила гистопатологическую лабораторию, возглавлявшуюся Колином Гольдшмидтом (Colin Goldschmidt). В 1992 году крупный пакет акций купил Майкл Бойд (Michael Boyd); под его руководством были проданы остатки горнодобывающих активов, название изменено на Sonic Healthcare, начался рост путём поглощения других медицинских лабораторий Австралии. В 1997 году была куплена компания Lifescreen Australia, которая проводила оценку состоянию здоровья для ведущих компаний по страхованию жизни в Австралии. К 1999 году компания присутствовала во всех штатах Австралии, а также в Новой Зеландии.
В 2002 году было сделано первое зарубежное приобретение — британская компания The Doctor’s Laboratory. В 2004 году была куплена немецкая компания Schottdorf Group, а в 2005 году — Clinical Pathology Laboratories, базировавшаяся в Техасе (США). Началось сотрудничество с государственными медицинскими программами (Medicare в Австралии, NHS в Великобритании), на них а 2005 году приходилось 80 % выручки. В дальнейшем компания продолжала рост за счёт поглощений, в основном в Австралии, США и Германии. В 2019 году было сделано крупнейшее приобретение — американская сеть лабораторий патологической анатомии Aurora Diagnostics за 540 млн долларов. Эта покупка сделала Sonic Healthcare третьей крупнейшей в мире в сфере услуг медицинской диагностики.

## Деятельность
Подразделения по состоянию на 2022 год:
- Лабораторные исследования — сеть медицинских лабораторий в Австралии, Новой Зеландии, Великобритании, США, Германии, Швейцарии и Бельгии, 88 % выручки;
- Радиология — 120 радиологических центров в Австралии, 8 % выручки;
- Прочее — центры медицинской помощи и гигиены труда, другая деятельность, 4 % выручки.

Основными регионами деятельности являются Австралия (39 % выручки), США (23 %) и Германия (22 %).
В списке крупнейших публичных компаний мира Forbes Global 2000 за 2023 год Sonic Healthcare заняла 1796-е место.